# Steven Camp
Pour les articles homonymes, voir Camp.
Steven Camp, né le 16 mars 1753 à Amersfoort et mort dans cette ville le 31 octobre 1812, est un homme politique néerlandais.

## Biographie
Lorsque la Révolution batave éclate en janvier 1795, Steven Camp est l'un des meneurs du mouvement à Amersfoort. Il fait partie de la nouvelle municipalité de la ville et de l'assemblée provisoire de la province d'Utrecht. Il devient représentant de la province aux États généraux. Suppléant de Jacob van Manen, il est appelé à l'assemblée nationale batave le 15 mars 1796 lorsque Van Manen est nommé à la commission constitutionnelle. Il siège jusqu'au 10 novembre 1796, quand la commission est dissoute.
Il est membre du Corps législatif batave transitoire du 18 juin au 30 juillet 1798, avant la mise en place définitive de la nouvelle constitution. Il devient alors membre du conseil de la province puis du département d'Utrecht. Le 8 mai 1807, Camp est nommé sous-préfet d'Amersfoort par Louis Bonaparte.